# Manolis Kalomiris
Manolis Kalomiris (Esmirna (regió de l'Egeu), 14 de desembre, 1883 - Atenes, 3 d'abril, 1962), va ser un compositor i educador musical grec.
El lingüista musical de la Grècia moderna, com se'l caracteritzava, era la figura més imponent de l'Escola Nacional de Música. La seva creació musical, tot i que és una creació del drama musical wagnerià i de l'escola nacional russa dels cinc, és una creació profundament personal, basada principalment en la cançó popular. Va compondre moltes obres, incloent cinc òperes, tres simfonies, un concert per a piano, cicles de cançons per a veu i orquestra o per a veu i piano, obres per a piano, música de cambra, obres corals i obres per a nens. També va ser autor de llibres pedagògics sobre teoria musical.

## Biografia
Manolis Kalomiris era fill del filòleg i farmacèutic Yiannis Kalomiris de Samos. De jove es va trobar a Atenes, on juntament amb els seus estudis de batxillerat va començar també estudis sistemàtics de piano. El 1899 es troba a Constantinoble, on acaba el batxillerat. Després d'un petit conflicte amb la seva família (la seva mare pretenia que fos metge) marxa a Viena on estudia piano i teories avançades. Després d'acabar els estudis i casar-se amb Chariklia Papamoschou, va marxar a Kharkiv, Ucraïna (1906-1910) on va ensenyar durant un període fins que va prendre la decisió d'establir-se definitivament a Grècia el 1910. Arribat a Grècia, va ser nomenat, professor de piano i teòrics superiors al Conservatori d'Atenes. El seu propòsit era crear una "escola nacional" sobre el model de moviments similars d'altres països, que combinaria el romanticisme alemany amb motius grecs. Al mateix temps, va culpar l'escola Heptanisiaki per "italianisme" i per no utilitzar temes grecs, creant una fractura entre els representants dels dos "camps". Va seguir una rica creació musical, on Kalomiris s'inspira en la poesia vernacular neogrega principalment de Kostis Palamas. El 1919 va fundar el "Conservatori Hel·lènic", que va dirigir fins al 1926, quan va fundar el "Conservatori Nacional", que va dirigir fins al 1948. També el 1919 va ser nomenat inspector general, músic en cap, de totes les bandes militars de Atenes. Des d'aleshores, paral·lelament al seu treball compositiu, va desenvolupar una gran tasca pedagògica, segellant tots els aspectes de la vida musical del país que va substituir el DASM l'any 1945 va ser elegit membre de l'Acadèmia d'Atenes. Entre altres coses, va ser distingit amb l'Excel·lència Nacional de Lletres i Arts (1919), així com amb molts premis grecs.
Manolis Kalomiris va ser una de les figures que van definir la fesomia cultural de Grècia durant la primera meitat del segle xx. Va morir a Atenes el 3 d'abril de 1962, als 79 anys. El dimecres, 4 d'abril, va ser enterrat a càrrec públic, amb honors adequades a la seva mida i ofrena. El funeral es va cantar a la Catedral Metropolitana i va comptar amb la presència d'un gran nombre de persones.

## Qüestió lingüística
La literatura i la poesia grega moderna van tenir un paper molt important en les obres de Kalomiris. Des de la seva joventut va ser un càlid partidari del municipalisme, adoptant diverses vegades posicions extremes (el programa del seu primer concert a Atenes és un dels primers textos oficials escrits a l'escola primària i, de fet, a una escola primària "dura").

## Educació musical
Es va ocupar sistemàticament de l'educació (va ser el fundador del "Conservatori Hel·lènic" i del "Conservatori Nacional"). En una època en què l'educació musical només existia a Atenes i els programes del Conservatori d'Atenes eren escrits només en francès, va fundar conservatoris per tot Grècia, va escriure obres musicals-pedagògiques per a l'escola primària i per a les necessitats gregues. Pel Conservatori Nacional van passar molts músics destacats: des de Maria Callas i Miltiades Caridis fins a Dimitris Dragatakis i Filippos Tsalachouris. Durant moltes dècades la gran majoria dels cantants del Teatre Líric provenien del Conservatori Nacional.

## Composicions
Manolis Kalomiris va deixar enrere una obra rica i variada, que inclou òperes, obres simfòniques i fins i tot composicions de música de cambra, balades, mentre que ha musicat molts textos poètics de Kostis Palamas, Angelos Sikelianos, Ioannis Gryparis, Dionysios Solomos, etc.

## Òperes
- "Πρωτομάστορας", en un llibret de Nikos Kazantzakis 1915 basat en el poema popular "To giophyri tis Arta". Estrena l'11 de març de 1916, enregistrament: 1990, Khachaturian, Orquestra del Cinema Soviètic.
- "Το δαχτυλίδι της μάνας": la segona obra musical-dramàtica de Manolis Kalomiris, escrita el 1917 i editada el 1939. Enregistrament: 1983, Daras, Filharmònica de Sofia. El compositor l'anomena drama musical en tres parts i s'inspira en el drama del mateix nom de Yiannis Kampysis. El llibret va ser escrit pel poeta Giorgos Stephopoulos, que signa com Agnis Orfikos. La partitura de l'obra va ser publicada l'any 1937 per l'editorial Gaitanou i va acompanyada d'una nota introductòria del compositor sobre la història de la creació de l'obra, premissa de l'obra que s'afirma no només en grec sinó també en italià. , francès i alemany). Cal destacar que aquesta obra és una de les representades fora de Grècia, on l'any 1940 es va posar en escena a l'Òpera Popular de Berlín.
- "Ανατολή" (basat en una obra d'un acte de Yiannis Kampysis 1945)
- "Τα ξωτικά νερά" en el seu propi llibret, basat en un poema de William Butler Yeats, 1950.
- "Κωνσταντίνος Παλαιολόγος" (basat en l'obra homònima de Nikos Kazantzakis. És l'última obra de Kalomiris que va acabar l'any 1961, uns dos anys després d'anunciar que renunciava a la composició. Ho escriu al seu diari.:

| « | "29 de la Creu 1958 "Aquesta nit he tancat els manuscrits i els esbossos de Constantí Paleòleg al meu calaix. Ja no sento la meva força per dur a terme una tasca així. El punter congelat es va assecar. I llavors, per què i per qui?" | » |

(M. Kalomiris: La meva vida i la meva obra, pàg. 172. Editorial Nefeli, Atenes 1988)
Lliurant el seu darrer treball, el va acompanyar amb el text següent:
| « | "...Crec que en el Paleòleg vaig tancar tots els salms i sucs del meu vell cor, com l'arbre vell que, abans de marxar per sempre i doblegar les seves branques per caure a la terra negra, vol florir per darrera vegada i donar a la plana la seva fresca fragància i les seves últimes fulles. Per això miro la música de Paleòleg amb un cert temor, sabent que és la cançó del meu cor..." | » |

(Al diari Vima, 1/7/2001, inseriu "L'altre pas", p. 10)

## Obres simfòniques
- "Συμφωνία της λεβεντιάς" (Enregistraments: 1981 Fidetzis/Sofia Philharmonic, 1983 Karydis/Austrian Radio Orchestra) (escrita des de l'estiu de 1918 fins a l'estiu de 1920. El compositor va prendre les primeres inspiracions temàtiques per a aquesta simfonia a les muntanyes i les planes de Macedònia i volia actuar musicalment l'emoció que sentia cap a la Llevantia grega, en totes les seves manifestacions, en l'alegria de la vida, en la guerra, en la dansa, en l'amor, en la mort.)
- “La primera part 'Heroic i passiu' intenta cantar l'impuls de la joventut i l'alegria de la passió i la victòria.
- La segona part "El cementiri de la muntanya" està escrita en el següent poema en prosa:
  - Més enllà de la muntanya, els nois estan profundament adormits.
  - Els ocells nocturns ploren amargament.
  - Les estrelles són canelobres i la brisa fresca les calma,
  - Però sobre ells la glòria teixeix una corona eterna...
  - Més enllà de la muntanya, els nois estan profundament adormits.

Amb això, va voler transmetre l'emoció que va sentir el compositor, passant una nit en un cementiri militar redundant al vessant d'una muntanya, a prop de Skra al front macedoni el 1918.
- La 3a part "Scherzo-festival" intenta donar la imatge d'una celebració dels solters, però que també conté la seva misèria i fatalisme.

Aquesta terra que tots trepitgem vol entrar.
- Part IV, la "Victòria" es basa en l'Acatist de la Mare de Déu, un conegut himne romà d'Orient, amb el qual s'entrellaça harmònicament el tema heroic de la primera part. Dedico aquest Acord a Kostis Palamas". [nota del compositor]
- "Acord de ximples i bona gent" (1931), (enregistrament 1986: Fidetzis/Orquestra de la ràdio búlgara)
- "Palamic Symphony" (1956) (Enregistrament 2007 Fidetzis/Orquestra Estatal d'Atenes)[5]
- "Tríptic per a orquestra" (1937) (Enregistrament 2007 Fidetzis/Orquestra estatal d'Atenes)[6]
- "Minas, el corsari rebel a l'Egeu" (1940),
- Concert per a piano (1935),
- Concert per a violí i orquestra (1955) etc.

Música de cambra

- Trio per a violí, violoncel i piano (1921),
- Sonata per a violí i piano (1948), etc.

Obres per a piano

- "Per als nens grecs" Sèries A, B, C (11 cançons en total),
- "Nit" (1906/1908),
- Balades núm. 1-3, (1r en mi menor, 2n en la bemoll major, 3r en mi bemoll menor),
- Pàtina (1907),
- Rapsodia núm.1 (1921), Rapsòdia núm.2 (1921),
- Preludis núm. 1-5

Teatre

Kalomiris va col·laborar amb el Teatre Nacional (aleshores Vassiliko) en la partitura musical de l'obra Stella Violanti de Grigorios Xenopoulos el 1948 i 1949, dirigida per Dimitris Rodiris i protagonitzada per Mary Aronis.

## Escrits
- Teoria elemental, 1924
- Edicions Harmony A&B, 1933, 1935
- Morfologia musical, número 1: Polifonia-Anti-puntuació, 1939
- Morfologia musical, número dos: formes en la música clàssica i moderna, 1957
- Coneixement de l'organització, 1957
- Exercicis de melodia, temes 1-4
- Exercicis melòdics per a dues veus
- Themes of Harmony, 1934
- "La meva vida i el meu art", 1987